# Cees Koch
Cees Koch (Zaandam, Países Bajos; 30 de diciembre de 1925 – Alkmaar, Países Bajos; 13 de febrero de 2024) fue un piragüista de los Países Bajos especialista en piragüismo en aguas tranquilas que compitió entre los años 1940 y años 1950.

## Carrera
Participó en dos ediciones de los Juegos Olímpicos, la primera de ellas fue en Londres 1948 donde participó en el evento K-2 10000 metros junto a Henrdrik Stroo, finalizando en sexto lugar entre 15 participantes.
Participó en ese mismo evento en Helsinki 1952 esta vez junto a Jan Klingers, donde finalizó en noveno lugar entre 18 equipos.